# Waldhausen
Waldhausen est une commune autrichienne du district de Zwettl en Basse-Autriche.

## Personnalités liées à la commune
- Le comédien Josef Hader est né le 14 février 1962 à Waldhausen im Strudengau, Oberösterreich.